# Gros
Das Gros [gʀɔs] (von französisch grosse; von lateinisch grossus; selten, eher fälschlich, auch „Groß“ oder „Gross“) ist ein Zählmaß im Duodezimalsystem zur Bemessung von Mengen nach ihrer Anzahl. Es bezeichnet ein Dutzend mal ein Dutzend, in Dezimalzahlen also 12 mal 12 gleich 144 Einheiten (Stücke). Es wird auch „kleines Gros“ bzw. „großes Dutzend“ genannt. 
Andere Bezeichnungen für das Gros  waren:
- in Spanien: Gruesa
- in den Niederlanden: Gröthen
- in Dänemark: 12 Dutzend oder Tylt

Zeitgenössisches Beispiel der Verwendung der Begriffe en gros / en detail
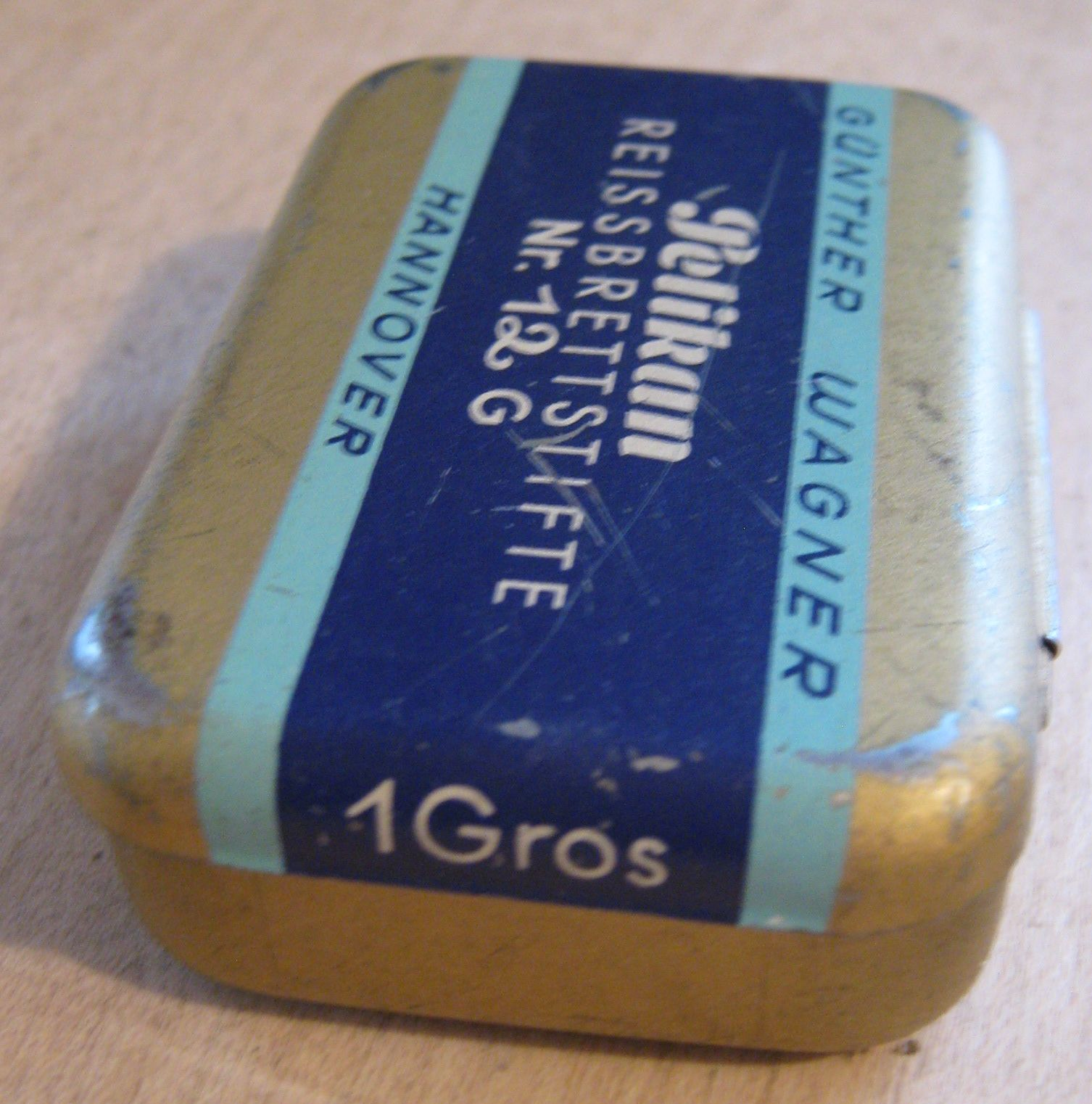
Mengenbezeichnung „1 Gros“ auf einer Reißnagel-Dose von Pelikan

## Großes Gros
Ein großes Gros ist ein Dutzend Gros, also zwölf mal zwölf mal zwölf (zwölf hoch drei) gleich 1728 Einheiten. Es wird auch als Großgros oder Maß bezeichnet.
Das „große Gros“ war stets das Gros der Grossisten (Großhändler), während das „kleine Gros“ im Detailhandel (Einzelhandel) Verwendung fand (und teilweise weiterhin findet). Daher kommt also der aus dem Französischen übernommene kaufmännische Ausdruck en gros (im Gegensatz zu en détail – im Einzelnen) für die Abnahme oder Abgabe von Waren in größeren Stückzahlen.